# Felix Locher
Felix Maurice Locher (* 16. Juli 1882 in Bern; † 13. März 1969 in Los Angeles) war ein Schweizer Erfinder und Schauspieler. Er ist der Vater von Filmschauspieler Jon Hall.

## Leben
Locher war ein Erfinder, der über 100 Patente und Urheberrechte besass, welche sich auf ein einzigartiges Kartierungssystem bezog. Mit 73 Jahren wurde er vom Regisseur seines Sohnes Jon Hall entdeckt und überredet, einen alten Tahiti-Häuptling im Film Hell Ship Mutiny (1957) zu spielen. Von da an trat er in zahlreichen Fernsehproduktionen der 1950er und 1960er Jahre auf, bis zu seinem Tod 1969 im Alter von 86 Jahren.
Er spielte in Star Trek und hatte Gastauftritte in Fernsehserien wie: Solo für O.N.C.E.L, Geächtet (1966), Combat! (1962/1965/1966), Kobra, übernehmen Sie (1967) mit Joseph Campanella, Rauchende Colts (1968) unter anderem mit Richard Hale und Bill Erwin sowie in der The Twilight Zone-Episode The Silence.
Im Film spielte er unter anderem in den Horrorfilmen House of the Damned (1963) und Frankenstein's Daughter (1958) von Richard E. Cunha.
Locher war einer von nur elf Darstellern in Star Trek, die im 19. Jahrhundert geboren wurden. Unter diesen ist er der älteste, sodass er den Rekord als vom Geburtsjahrgang ältester Schauspieler der Star-Trek-Geschichte trägt.
Er ist auf dem Friedhof Forest Lawn Memorial Park in Hollywood begraben.